# اولوک‌لو (کاهتا)
اولوک‌لو {{ترکی|Oluklu) (به کردی: Qereçor) یک منطقهٔ مسکونی کردنشین در ترکیه است که در کاهتا واقع شده‌است.